# Surconsommation
 (mars 2019).
Si vous disposez d'ouvrages ou d'articles de référence ou si vous connaissez des sites web de qualité traitant du thème abordé ici, merci de compléter l'article en donnant les références utiles à sa vérifiabilité et en les liant à la section « Notes et références ».

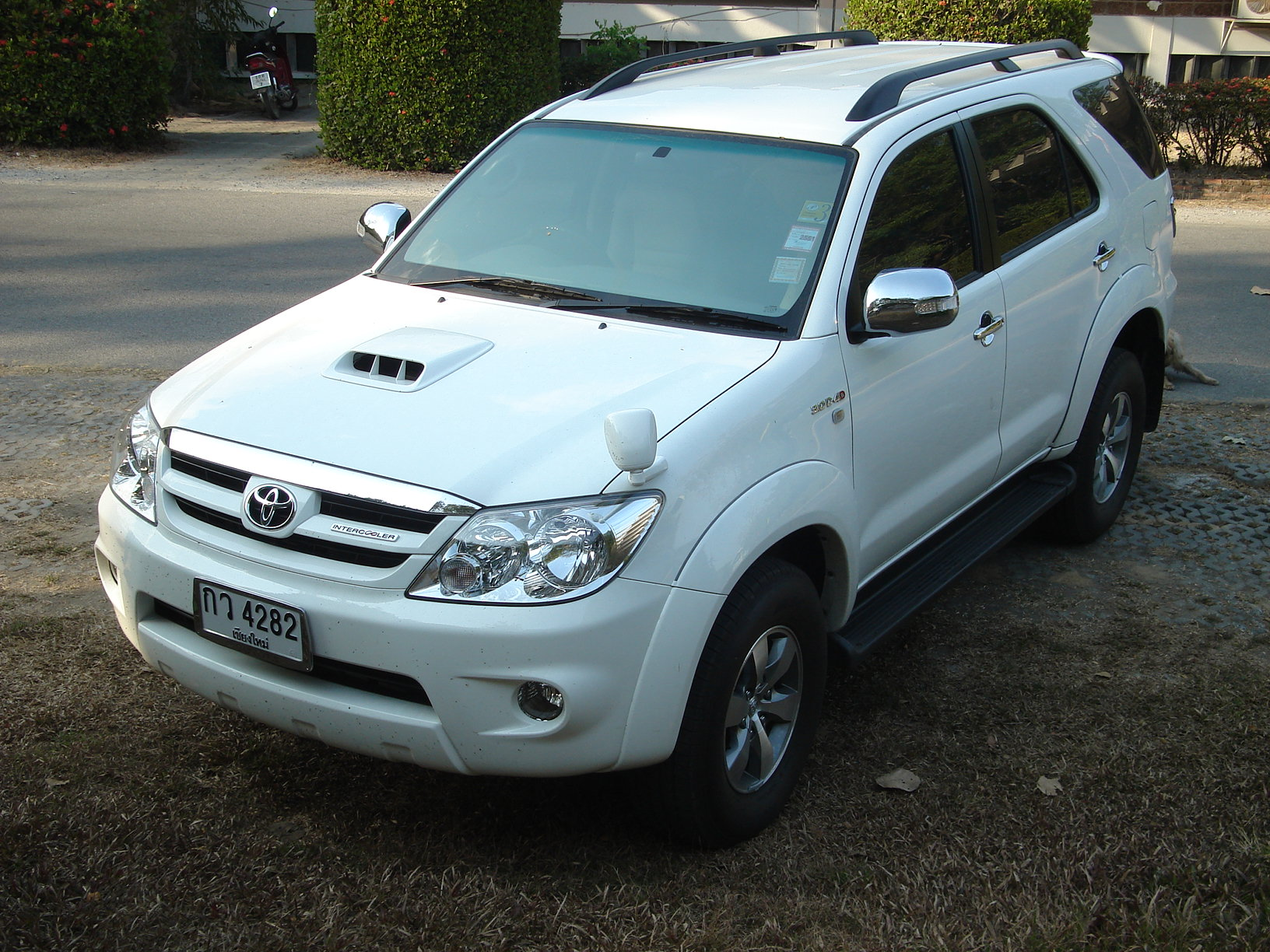
Le 4x4 urbain est souvent désigné comme emblématique de la surconsommation.

La surconsommation désigne un niveau de consommation situé au-dessus de celui des besoins normaux ou d'une consommation moyenne. Au-delà d'un certain seuil, la surconsommation est un facteur de surexploitation de ressources naturelles, pas, peu, difficilement, dangereusement ou lentement renouvelables. Quand une de ces ressources épuisées ne peut plus être remplacée par une autre, des besoins primaires ne peuvent potentiellement plus être assurés.
Cette notion a notamment induit celle de dette écologique et d'effets différés dans l'espace (déséquilibres nord-sud ou est-ouest) et dans le temps (à l'égard des générations futures).
Certains courants de pensée, notamment écologistes et tiers mondistes puis altermondialistes ou du développement soutenable, estiment que plusieurs pays développés actuels sont en état de surconsommation, ce qui entraînerait via les effets du libre-échange sur l'environnement des effets socio-économiques et écologiques négatifs à échelle planétaire.
La notion de surconsommation comme celle d'empreinte écologique (ou d'empreinte énergétique pour le domaine de l'énergie) commence à intéresser les économistes, notamment depuis le rapport Stern et le sommet mondial de la Terre de Rio (Rio, juin 1992). Mais dans un contexte de mondialisation et de libéralisation des échanges, elle n'est pas ou faiblement actuellement intégrée au paradigme dominant en sciences économiques car peu de recherches scientifiquement satisfaisantes ont été menées à ce propos.

## Concept
La surconsommation recouvre plusieurs aspects, dont les trois principaux sont :
- la consommation actuelle des pays dits riches et développés, qui mènerait, à terme, à un épuisement de nombreuses ressources naturelles mondiales (énergie, biomasse, diversité génétique, matières premières, mais aussi eau potable et nappes phréatiques par exemple). Ce type de consommation (et de développement) ne pourrait donc pas, à brève échéance, être généralisé à toute la population de la planète ; voir la notion d'empreinte écologique, au niveau d'un individu ou d'un pays.
- cette consommation des pays développés serait porteuse de très nombreux inconvénients au niveau planétaire comme : dérèglements du climat, pollutions de toutes sortes (de l'eau, par une consommation excessive d'engrais et de pesticides, de l'air par des transports trop massivement routiers par exemple), surconsommation de médicaments créatrice de problèmes très graves de santé publique (résistance croissante des bactéries aux antibiotiques par exemple), etc. Avec, parmi les conséquences, la nécessité d'une consommation supplémentaire de soins : un cercle vicieux s'installe. L'augmentation de la consommation ne serait donc pas nécessairement positive, et pourrait se révéler fortement contre-productive. Les milieux naturels et l'espace bioproductif (forêt, prairie, sols arables…) disponible est lui-même en régression du fait de la déforestation et de l'importance de la périurbanisation et du développement des déserts et sols dégradés. Le braconnage, la chasse excessive et la surpêche affectent des ressources locales mais avec des effets différés dans l'espace et le temps via les espèces migratrices.
- les maladies d’abondance (obésité, diabète, hypertension artérielle, maladies cardio-vasculaires, cancers, etc.) se développent, et elles seraient liées en grande partie aux nouvelles habitudes de consommation alimentaires (excès d'aliments sucrés, salés et gras, d'aliments industriels moins riches en oligo-éléments et nutriments favorables à la santé, en remplacement de fruits et légumes très protecteurs) dans la plupart des pays développés (dans une moindre mesure en France, au Japon, en Suisse et en Suède…).

Selon le rapport du député Jacques Le Guen sur la « Protection des forêts tropicales et de leur biodiversité contre la dégradation et la déforestation », remis le 12 octobre 2010 au président Sarkozy, la surconsommation mondiale serait directement liée à la déforestation.
Au cœur de cette notion de surconsommation figure donc le concept de contre-productivité, développé par exemple par Ivan Illich dans les années 1970, et repris en France par André Gorz, alias Michel Bosquet.

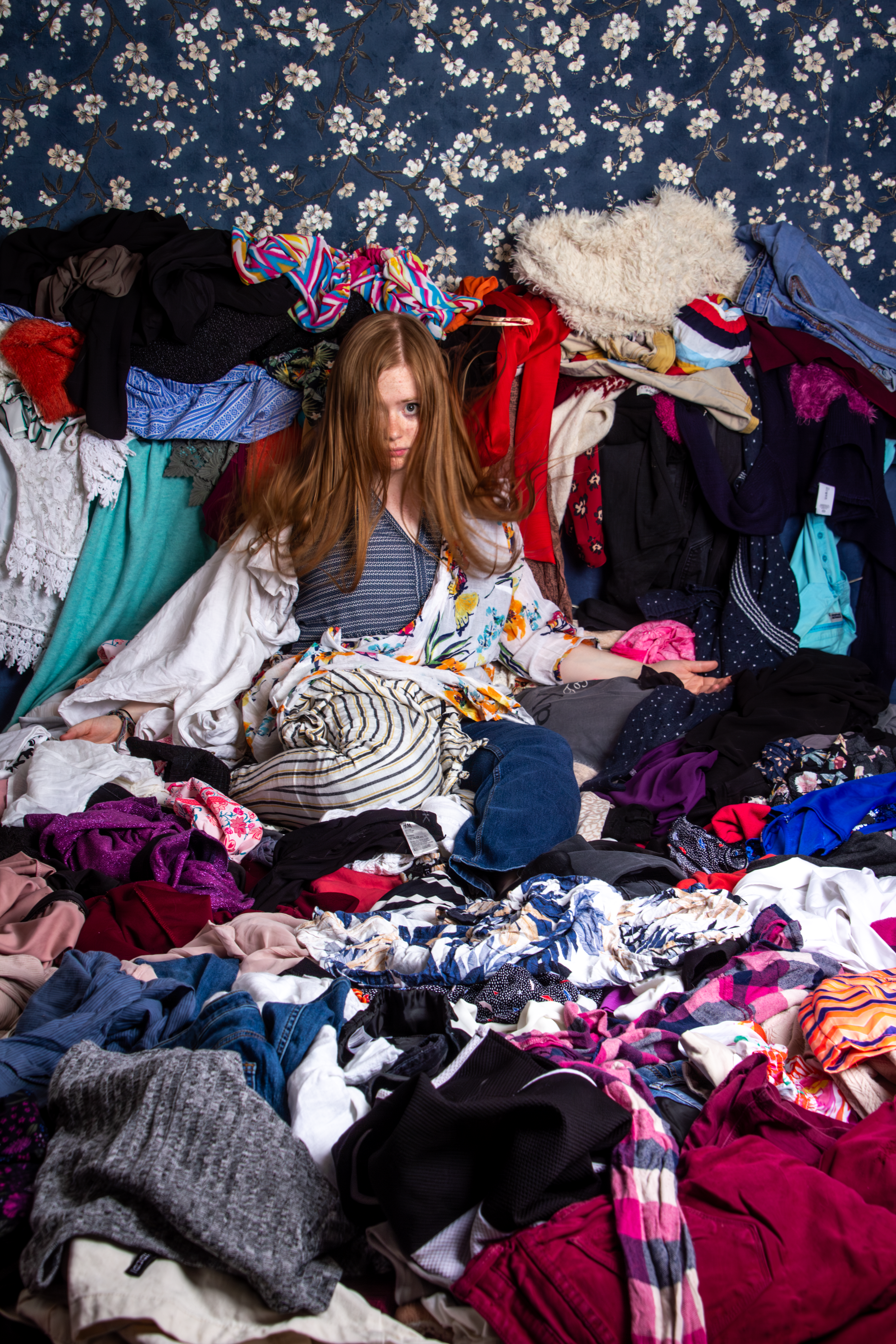

## Conséquences de la surconsommation
Avec les nombreux changements climatiques, il est primordial de changer les choses. Cependant, réduire la surconsommation, ça demande beaucoup d’efforts de la part de la population. Elle est très difficile à freiner, car c’est un problème qui est lié à des besoins qui sont dits instinctifs pour les citoyens et qui leur apporte des sentiments agréables comme une position de pouvoir, un sentiment d’être aimé ou bien de l’amusement. La surconsommation de produits tels que les vêtements ou bien les automobiles sont dus aux biens faits que cela peut apporter aux consommateurs comme mentionnés plus haut. Les produits de cosmétiques sont aussi un bon exemple qui est directement lié à un besoin instinctif qui est celui de vouloir être aimé par les autres. Tous ces choses expliquent pourquoi il est davantage compliqué de modifier ce type de besoins, car ils sont long à atténuer et donc demanderait une longue période d’adaptation pour la population. Les citoyens aiment ce qui vient avec la surconsommation même si c’est néfaste pour l’environnement et donc ils ont tendance à fermer les yeux sur cet enjeu très important. Beaucoup de personnes sentent l’urgence derrière la problématique et savent qu’ils doivent faire quelque chose pour aider, mais il y a aussi d’autre personnes qui sont dans le doute concernant l’authenticité de celle-ci.

## Initiatives face à la surconsommation
Plusieurs initiatives sont développées pour lutter contre la surconsommation.
Par exemple, à Toulouse, Ma Bibliothèque d'Objets propose la location d'objets ainsi que des ateliers de réparation.
Des artistes contemporains, comme Eugènia Balcells, militent contre la surconsommation.
Voici des faits de surconsommation en Chine. Dans ce pays il y a beaucoup d’urbanisation et d’industrialisation. Depuis 2007, Pékin a lancé plusieurs politiques sur la question de durabilité dans ses exigences de croissances . Ce pays veut construire une société durable respectueuse de l’environnement. Ils veulent faire évoluer les modes de production et de consommations chinoises vers un modèle moins intensif en énergie et plus respectueux de l’environnement, puisqu’ils sont nombreux dans ce pays . En bref, les Chinois se donnent de nombreux moyens pour freiner la surconsommation et installer le développement durable. Aussi, ils veulent faire un virage vers les énergies renouvelables, ce qui va aider à la surconsommation dans ce pays. La Chine va adopter des stratégies énergétiques pour freiner leur surconsommation dans leurs énergies tels qu’utiliser l’hydroélectricité, l’éolien et le solaire, ils veulent réduire leur dépendance vis-à-vis les énergies fossiles, donc réduire la surconsommation de mauvaises énergies.
        De plus, il y a un autre sujet qui est les médicaments et la consommation de ceux-ci. La surconsommation médicamenteuse des personnes âgées crée un problème. Évoquer la consommation de médicaments par les personnes âgés c’est aussi d’évoquer une surconsommation source de risques sanitaires, de gaspillage et de dépenses. Selon une étude américaine réalisée en médecine générale, la prescription de psychotropes en dehors de tout diagnostic psychiatrique spécifique est plus fréquente chez les sujets âgés que chez les adultes jeunes. Dans le cas des médicaments de tous ordres, Tamblyn (1996) rapporte ainsi les résultats d’une enquête auprès des médecins de famille selon laquelle 68 % des patients âgés s’attendent à avoir une prescription à la fin de la consultation pour un nouveau problème, bien que celle-ci ne soit justifiée que dans 45 % des cas. Donc, les personnes âgées doivent trouver un moyen de remédier à ce problème de surconsommation médicamenteuse.
La surconsommation a un impact direct sur la santé humaine et planétaire. Plusieurs facteurs aggravent les retombées qu’elle entraine, tels que la surconsommation impactant directement la malnutrition, l’obésité et les changements climatiques. Pour avoir la possibilité d’agir face aux changements climatiques et aux conséquences planétaires engendrées par la surconsommation, le Pacte de Glasgow vise à développer certains milieux pour y agrandir le pouvoir de lutter face à cette situation climatique  ;
1) L’accès à l’information ;  
2) L’éducation ;  
3) La formation universitaire et la formation d’adultes ;  
4) La sensibilisation de citoyennes et citoyens par tous les moyens de communication possibles ;  
5) La participation des citoyennes et citoyens de tous âges aux négociations et à la prise de décisions concernant le climat ;  
6) La coopération internationale entre les organisations, les gouvernements et les institutions.  
Certaines indications d’organisations visent à contrer à l’échelle mondiale les impacts de la surconsommation au niveau de l’alimentation ;
1) Douze des dix-sept « objectifs de développement durable » de l’Organisation des Nations unies sont en lien direct avec les déficiences du système alimentaire mondiale ;
2) La Commission EAT-Lancet préconise deux actions à entreprendre face aux services alimentaires : une transition vers un régime alimentaire « planétaire » des populations et une réduction de moitié du gaspillage causé par l’alimentation abusive ;
3) La Global Syndemic Commission incite à la limitation de l’influence politique sur l’industrie alimentaire qui pousse à la surproduction et à la surconsommation ;
4) Aux Québec et au Canada, les Lignes directrices canadiennes en matière d’alimentation et le Guide alimentaire canadien met de l’avant certaines dimensions d’un système alimentaire durable et sensibilise à ses conséquences face à l’environnement et la santé.